# Naples (Maine)
Pour les articles homonymes, voir Naples (homonymie).
Naples est une ville américaine située dans le comté de Cumberland, dans l’État du Maine. Lors du recensement de 2010, sa population s’élevait à 3 872 habitants.

## Personnalité liée à la ville
- Daniel Merriam, aquarelliste